# Urbano Felicio
Urbano Felicio (25 de maio de 1582 – 1635) foi um prelado católico romano que serviu como bispo de Policastro (1629-1635).

## Biografia
Urbano Felicio nasceu a 25 de maio de 1582 em L'Aquila, na Itália. No dia 14 de março de 1629, foi nomeado pelo Papa Urbano VIII como Bispo de Policastro. A 17 de abril de 1629, foi consagrado bispo por Antonio Marcello Barberini, cardeal-sacerdote de Sant'Onofrio. Serviu como Bispo de Policastro até à sua morte em 1635.